# Yachten des Königs von Württemberg
Wilhelm II., der letzte König von Württemberg, besaß zu Beginn des 20. Jahrhunderts drei repräsentative Privatyachten: die Motoryacht Kondwiramur und die Segelyachten Skidbladnir und Aluminia. Alle hatten ihren Liegeplatz im Schlosshafen der königlichen Sommerresidenz in Friedrichshafen am Bodensee.

## Kondwiramur

Skidbladnir, die Segelyacht von König Wilhelm II. von Württemberg

Die elegante Salon-Motoryacht wurde 1901 von der schweizerischen Bootswerft F. Treichler & Cie. (seit 1920: Boesch) in Kilchberg entworfen und gebaut. Ihr Name ist der Parzival-Sage entlehnt. Das Boot mit einem weißen Rumpf in Kraweel-Bauweise war 18,5 m lang, 3 m breit und hatte einen Tiefgang von 1,1 m; die Verdrängung betrug mit maximal 25 Passagieren 10 t. Der luxuriös ausgestattete (Halb-)Salon bedeckte fast das ganze Mahagonideck. Eine technische Spitzenleistung war der Vierzylinder-Benzin-Schiffsmotor der Daimler-Motoren-Gesellschaft, Bad Cannstatt, mit einer Leistung von 20 PS. Die Höchstgeschwindigkeit betrug 17,5 km/h. Heimathafen war Friedrichshafen, ihr Liegeplatz der damals noch benutzbare Schlosshafen vor der Sommerresidenz des Königs.
Die Motoryacht wurde vom königlichen Hofstaat privat und zu halboffiziellen Anlässen benutzt. Für staatliche Repräsentationszwecke wurde ein Passagier-Dampfschiff der „Königsklasse“ verwendet, ab 1913 die Hohentwiel. Der weitere Verbleib ist unbekannt, aber im Standardwerk der deutschen Kriegsschiffe wird die M/Y Kondwiramur in der Rubrik Yachten und Avisos – Yachten der Bundesfürsten geführt, mit dem Hinweis „1921 noch vorhanden“.

## Skidbladnir

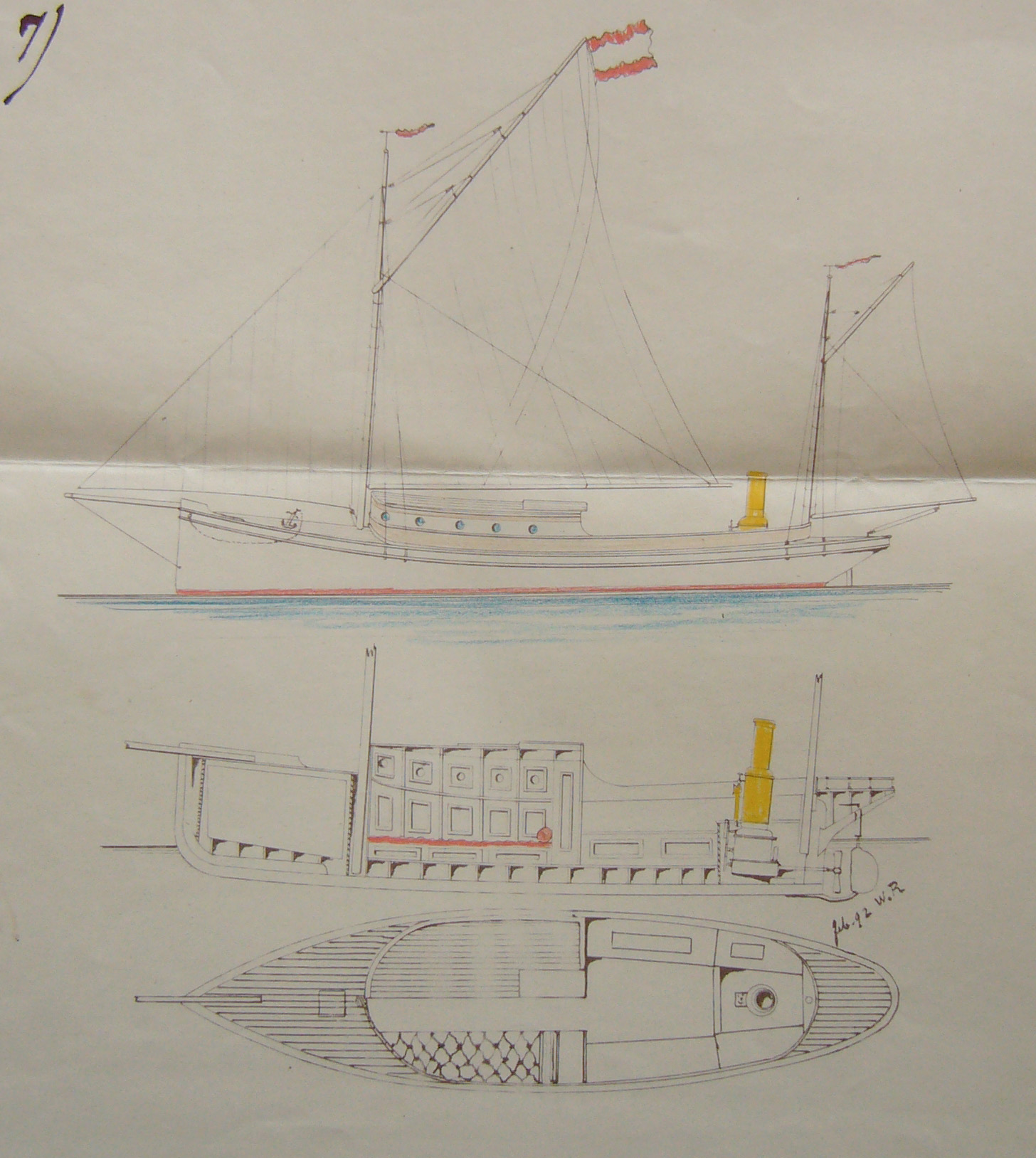
Aluminia, der Motorsegler des Fürsten zu Wied lag von 1906 bis 1911 im Schlosshafen.

König Wilhelm II. war ein bedeutender Förderer des Segelsports und oft Segelgast bei Graf Zeppelin. Im Jahr 1905 erwarb er die Segelyacht Skidbladnir. Die Yacht wurde von dem renommierten Yachtkonstrukteur Max Oertz gezeichnet und auf dessen Hamburger Werft gebaut. Der gaffelbetakelte Kutter hatte eine Segelfläche von 130 m2, war 16 m lang und verdrängte 7 t. Wegen der wechselnden Wasserstände am Bodensee und der geringen Wassertiefe des Schlosshafens war die Yacht ein Kielschwerter. Sie wurde von Wilhelm II. vor allem bei Regatten eingesetzt, die er aber selbst meist nur von seiner Motoryacht aus beobachtete.
Bis zur von ihm maßgeblich unterstützten Gründung des Königlich Württembergischen Yacht-Clubs (KWYC) in Friedrichshafen 1911 war die Yacht beim Kaiserlichen Yacht-Club Kiel registriert. 1915 spendete Wilhelm II. die Yacht dem Roten Kreuz, das sie erst 1917 einem Kaufmann aus Friedrichshafen verkaufte. Sie wechselte noch mehrmals Eigner (immer KWYC-Repräsentanten) und Namen, bis sie 1936 von einer Segelschule am Ammersee gekauft und zu einer zweimastigen Yawl mit Festkiel umgebaut wurde. Unter dem Namen Albatros ist sie noch heute das Flaggschiff der Segelschule.

## Aluminia
Auch die motorisierte Segelyacht Aluminia, ursprünglich im Besitz von Wilhelm Fürst zu Wied, lag im Schlosshafen. Dort stand sie der Familie des Erbprinzen zu Wied zur Verfügung, der mit der Tochter Wilhelms II. verheiratet war. Die von Escher, Wyss & Cie. in Zürich fast vollständig aus Aluminium gebaute Yacht war von 1905 bis zum  Verkauf 1911 Eigentum Wilhelms II., wurde aber „die fürstliche Yacht“ genannt.

## Schlosshafen
Der Schlosshafen, in dem die drei königlichen Yachten und eine Jolle lagen, ist heute kaum noch zu erkennen. Der 2010 restaurierte Flaniersteg, eine überdimensionale Landungsbrücke im Neorenaissance-Stil, und der 160 Meter lange Schlosshafensteg lassen die Ausmaße des in den 1930er Jahren aufgelassenen Hafens am Schlosshorn erahnen. Dort hatte sich seit Jahrhunderten eine Lädinen-Landungsstelle des Klosters Hofen befunden, das 1806 in den Besitz des württembergischen Königshauses übergegangen war. Nach dem Ausbau zu einer Sommerresidenz wurde noch vor 1848 die Anlegestelle auf der geschützten Ostseite mit einer Mole und 1872 mit Gaslaternen versehen. Eine Draufsicht von 1890 zeigt den Hafen mit zwei durch eine innere Mole getrennten Liegeplätzen.

## Galerie

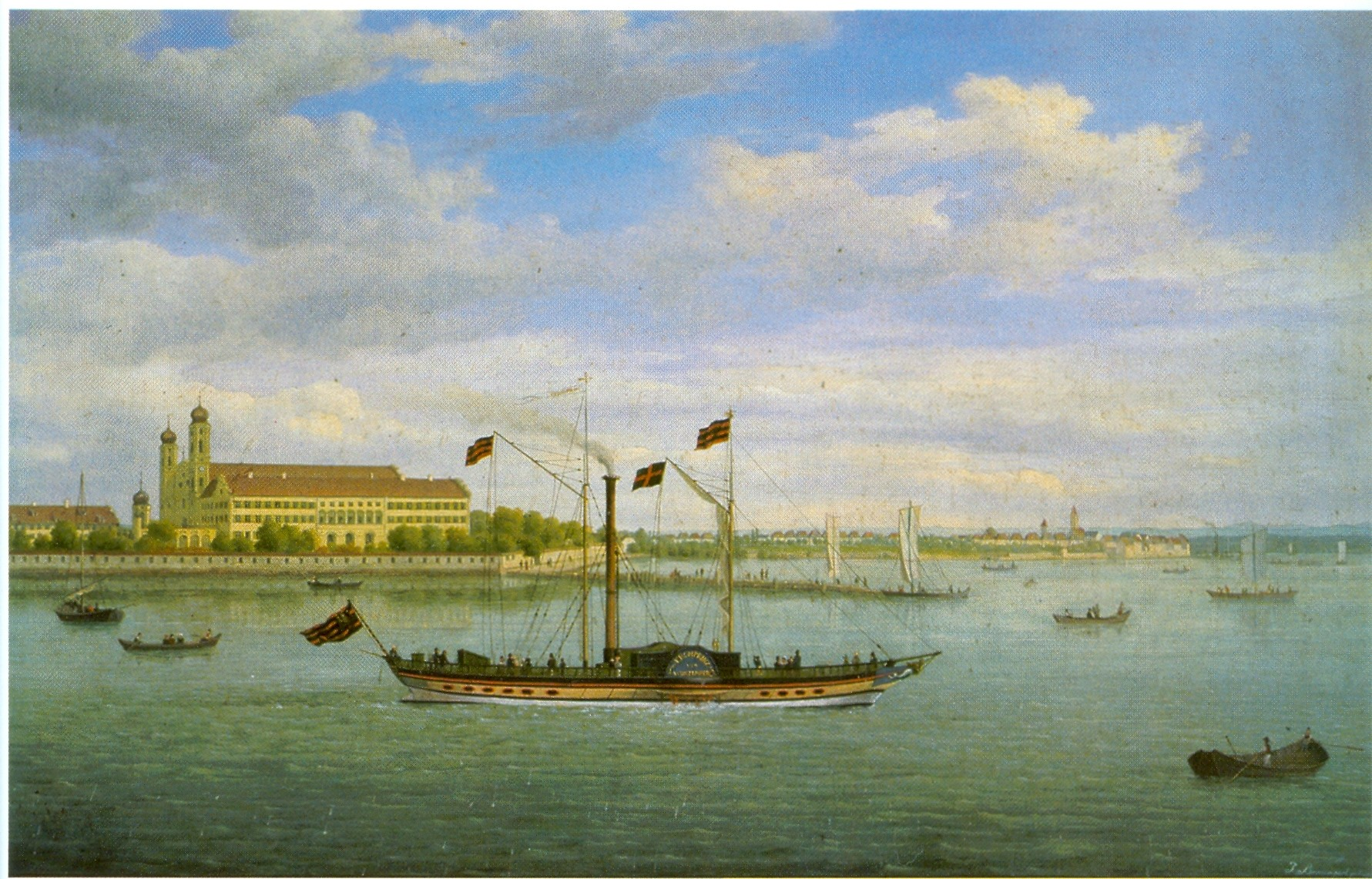
Alte Landestelle beim Schloss Friedrichshafen 1839 vor dem Bau des Schlosshafens.
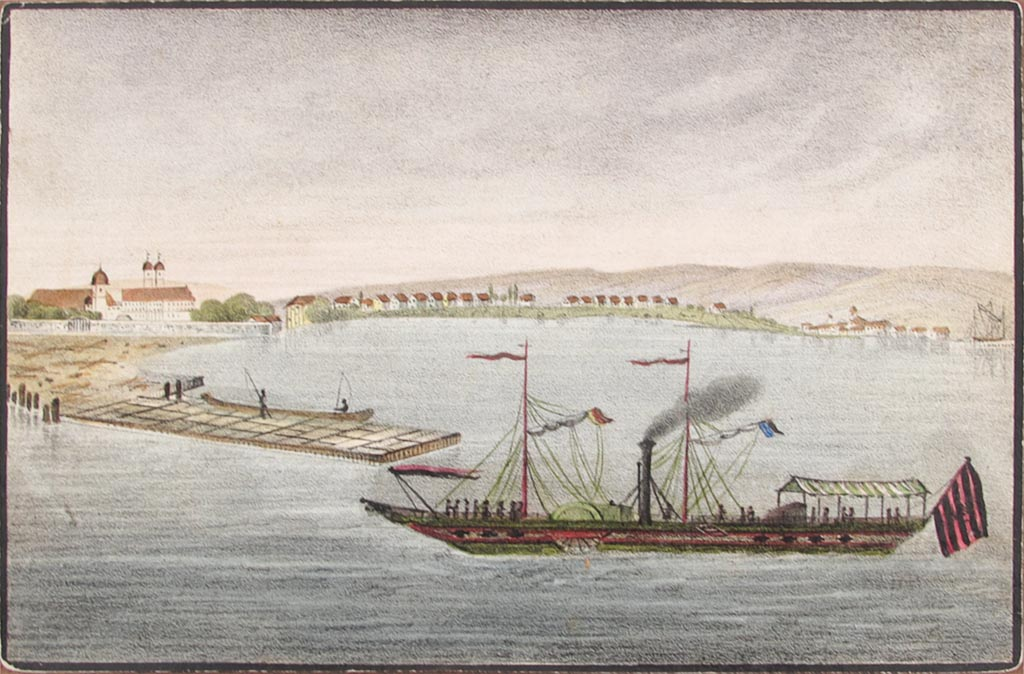
Einige Jahre später: Die westliche Mole des Schlosshafens ist errichtet.
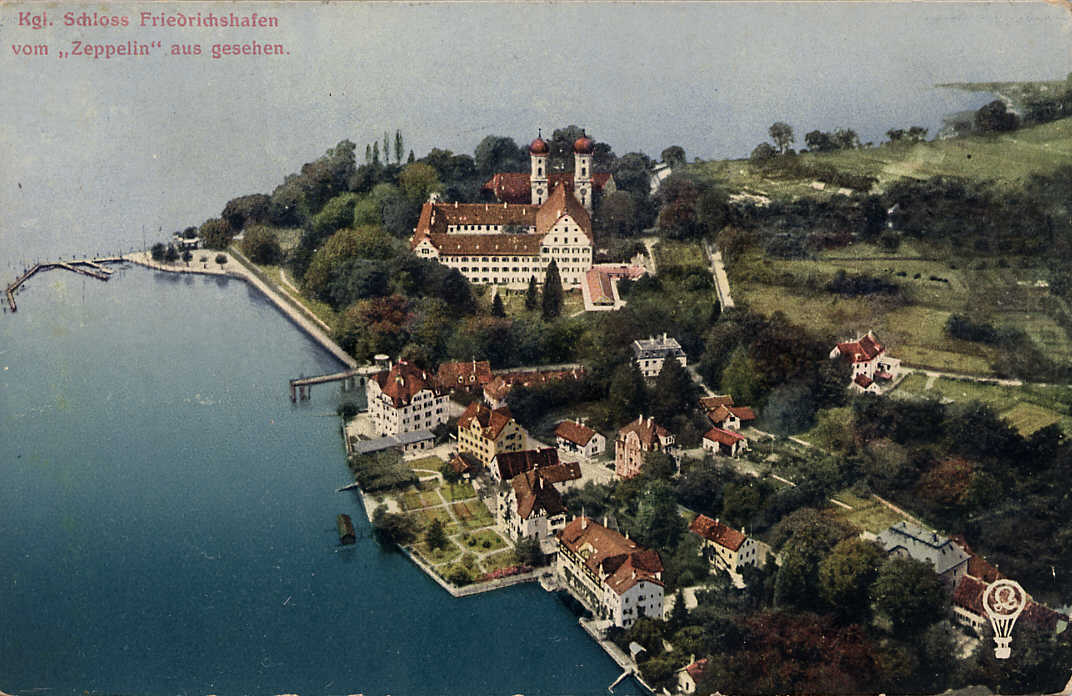
Ehemaliger Schlosshafen in Friedrichshafen um 1910 vom Zeppelin aus gesehen.
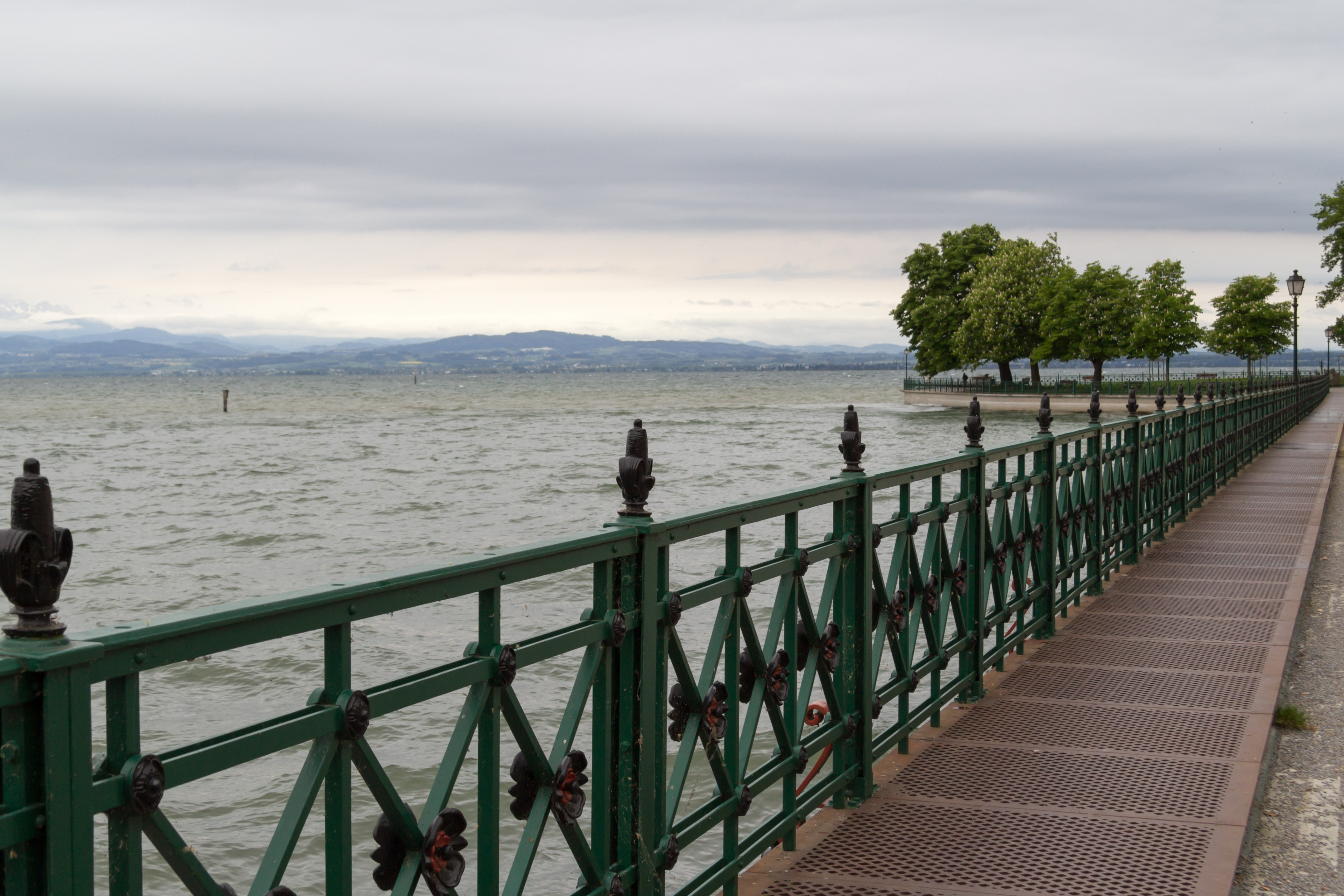
Blick vom sanierten Schlosshafensteg über den ehemaligen Schlosshafen zum Schlosshorn.
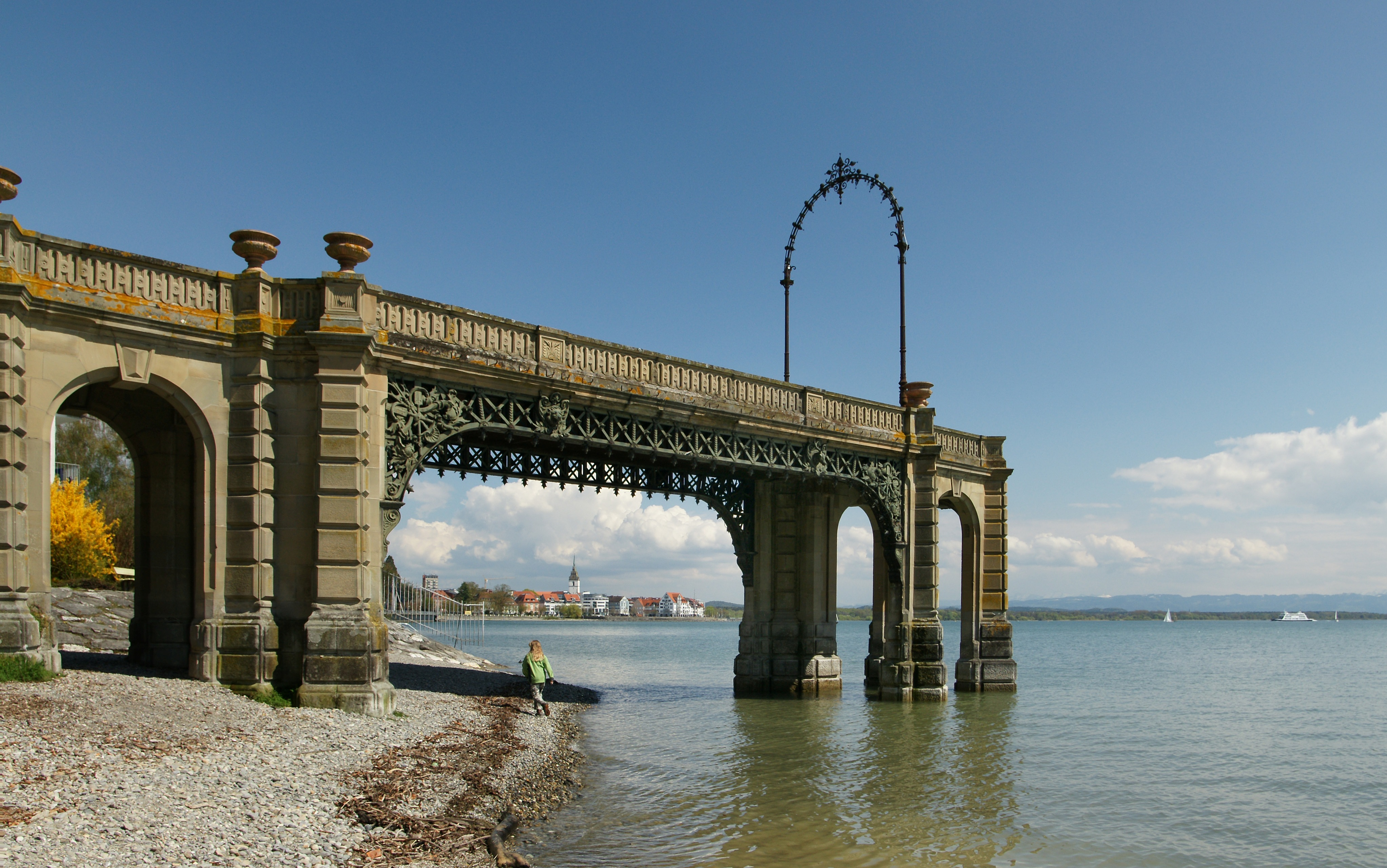
Flaniersteg des ehemaligen Schlosshafens.
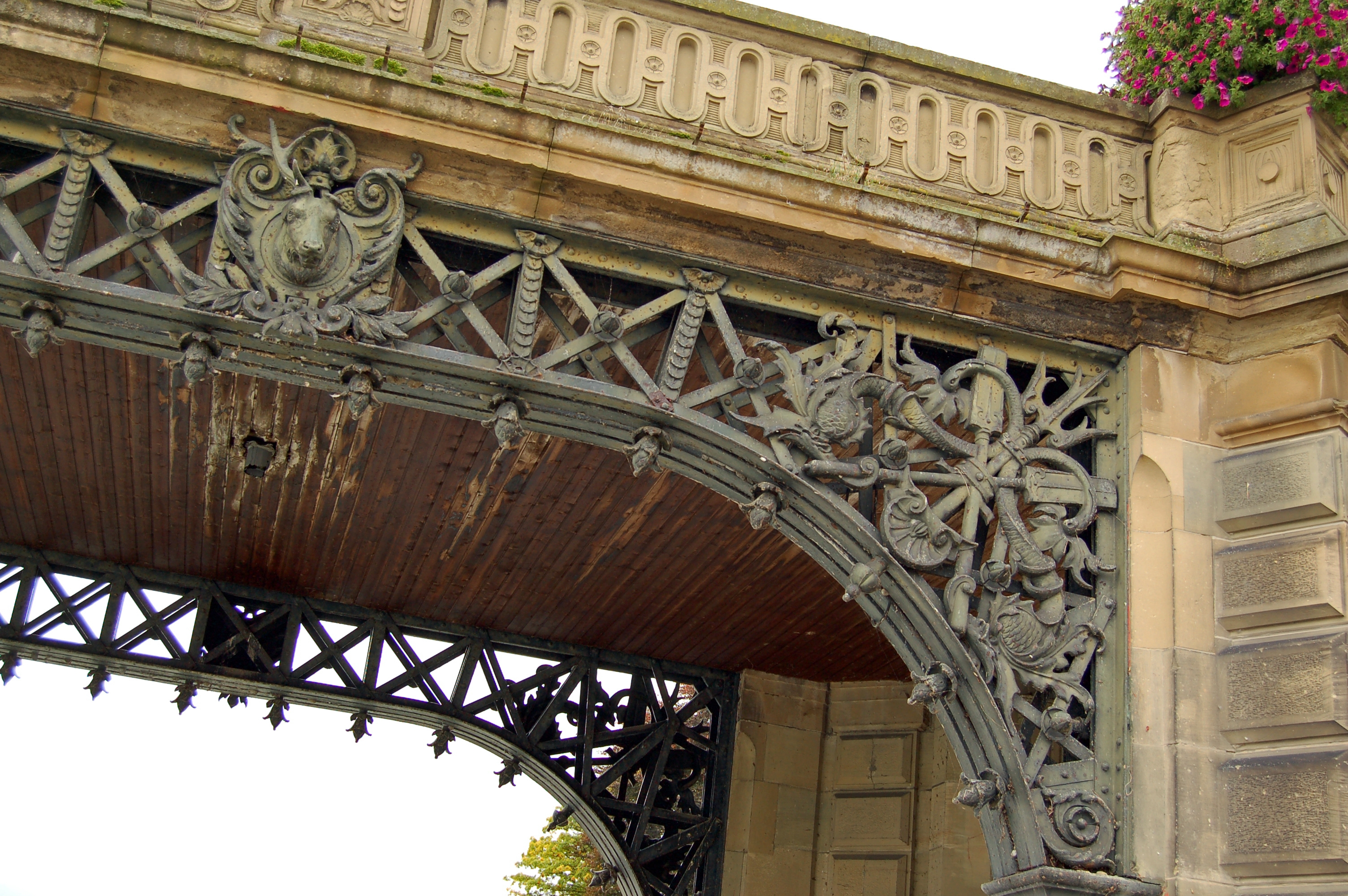
Detail des Flanierstegs vor der Sanierung.
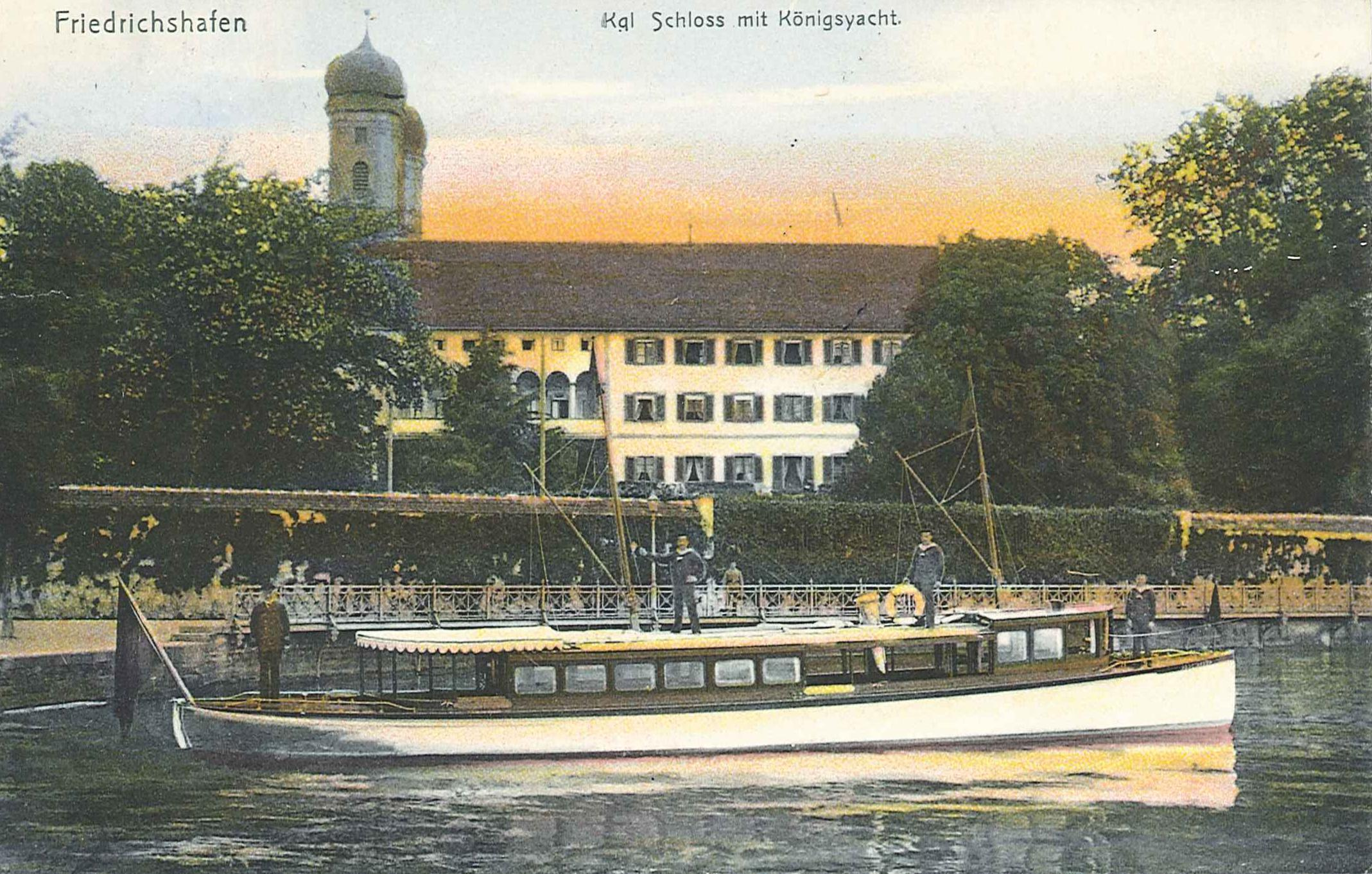
Kondwiramur im Schlosshafen der Sommerresidenz in Friedrichshafen.